# Shinin' On
Shinin' On är ett musikalbum av Grand Funk, lanserat 1974. Albumet var deras åttonde studioalbum och producerades av Todd Rundgren. Skivan blev inte riktigt lika framgångsrik som gruppens föregående album We're an American Band men sålde likväl bra. Deras inspelning av Little Evas "The Loco-Motion" blev singeletta i USA, och även deras största svenska framgång. Även titelspåret "Shinin' On" blev en stor hit.
Albumets omslag bestod i en tredimensionel bild där ett par 3d-glasögon ingick.

## Låtlista
(kompositör inom parentes)
1. "Shinin' On" (Brewer, Farner) - 5:59
2. "To Get Back In" (Farner) - 3:56
3. "The Loco-Motion" (Goffin, King) - 2:46
4. "Carry Me Through" (Brewer, Frost) - 5:34
5. "Please Me" (Brewer, Farner) - 3:37
6. "Mr. Pretty Boy" (Brewer, Farner, Frost) - 3:08
7. "Gettin' Over You" (Brewer, Frost) - 3:59
8. "Little Johnny Hooker" (Farner) - 4:59

## Listplaceringar
- Billboard 200, USA: #5[1]
- RPM, Kanada: #2[2]
- VG-lista, Norge: #10[3]